# Burgstall Grindelsberg

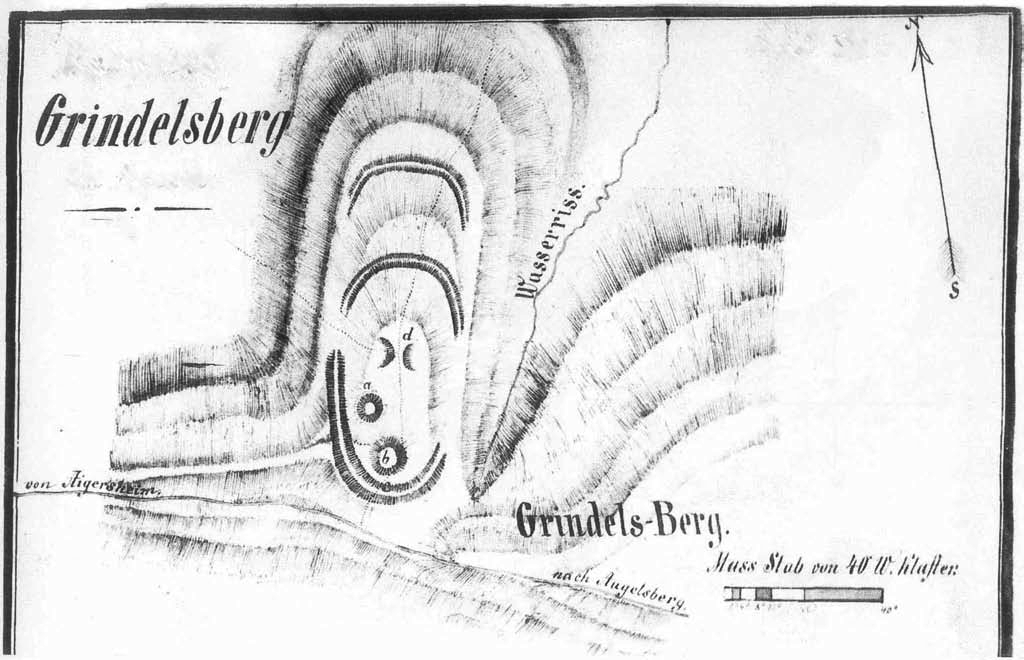
Planskizze von Grindelsberg von Johann Ev. Lamprecht

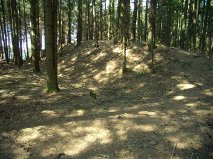
Wallanlage Gründelsberg heute

Der Burgstall Grindelsberg, eigentlich die Wallanlage Grindelsberg (auch Gründelsberg, Gründlsberg oder Gründlberg genannt), liegt im Ortsteil Gründlsberg der Gemeinde Aspach im Bezirk Braunau am Inn von Oberösterreich. Die Wallanlage steht unter Denkmalschutz (Listeneintrag).

## Beschreibung
Die höchste Erhebung des Ausläufers des Kobernaußerwaldes bei Aspach ist mit 601 Meter der Grindelsberg. Nach einer im Ort noch tradierten Sage soll hier ein Schloss gestanden haben, das dann aber abgetragen und dessen Steine für den Bau der Kirche in Aspach verwendet worden sein sollen.
Nach vorliegenden Befunden dürfte es sich aber nicht um eine mittelalterliche Burgstelle, sondern um eine ur- oder frühgeschichtliche Wallanlage handeln. Zwei mittlerweile weitgehend verfüllte Gruben könnten als ehemalige Zisternen zu deuten sein.
Hügelgräberfeld
In unmittelbarer Nähe befindet sich eine Hügelgräber-Nekropole, die in engem Zusammenhang mit der Wehranlage stehen dürfte.